# Brazil International Series 2021
Die Brazil International Series 2021 im Badminton fand vom 9. bis zum 12. September 2021 in Teresina statt.

## Sieger und Platzierte
| Disziplin    | Gold                               | Silber                            | Bronze                                      |
| ------------ | ---------------------------------- | --------------------------------- | ------------------------------------------- |
| Herreneinzel | Jonathan Matias                    | Donnians Oliveira                 | Willian Guimaraes                           |
| Herreneinzel | Jonathan Matias                    | Donnians Oliveira                 | Andrew Tan                                  |
| Dameneinzel  | Juliana Viana Vieira               | Sâmia Lima                        | Juliana Giraldo                             |
| Dameneinzel  | Juliana Viana Vieira               | Sâmia Lima                        | Sânia Lima                                  |
| Herrendoppel | Fabrício Farias Francielton Farias | Izak Batalha Artur Silva Pomoceno | Generoso Castillo Miguel Marinez            |
| Herrendoppel | Fabrício Farias Francielton Farias | Izak Batalha Artur Silva Pomoceno | Anthony Ortiz Ernick Zorrilla               |
| Damendoppel  | Jaqueline Lima Sâmia Lima          | Sânia Lima Tamires Santos         | Daniela Acosta Lia Lockward                 |
| Damendoppel  | Jaqueline Lima Sâmia Lima          | Sânia Lima Tamires Santos         | Jeisiane Alves Juliana Viana Vieira         |
| Mixed        | Fabrício Farias Jaqueline Lima     | Artur Silva Pomoceno Sâmia Lima   | Izak Batalha Jeisiane Alves                 |
| Mixed        | Fabrício Farias Jaqueline Lima     | Artur Silva Pomoceno Sâmia Lima   | Yamit Gironza Maria Julieth Perez Tangarife |